# Je suis Charlie

標準的なスローガンのレイアウト（シャルリー・エブド紙のウェブサイトより）

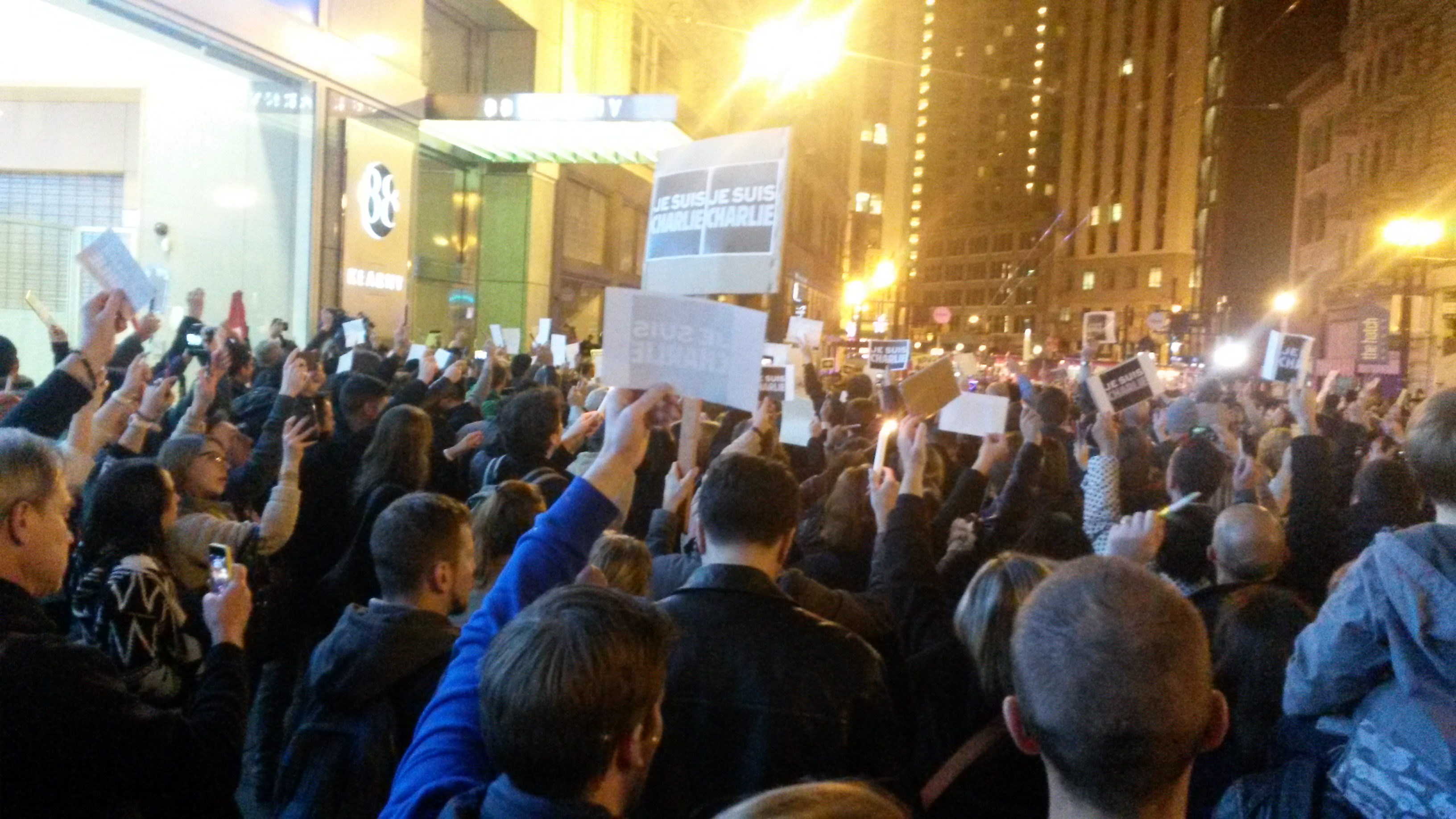
アメリカ・サンフランシスコのデモの様子（2015年1月7日）

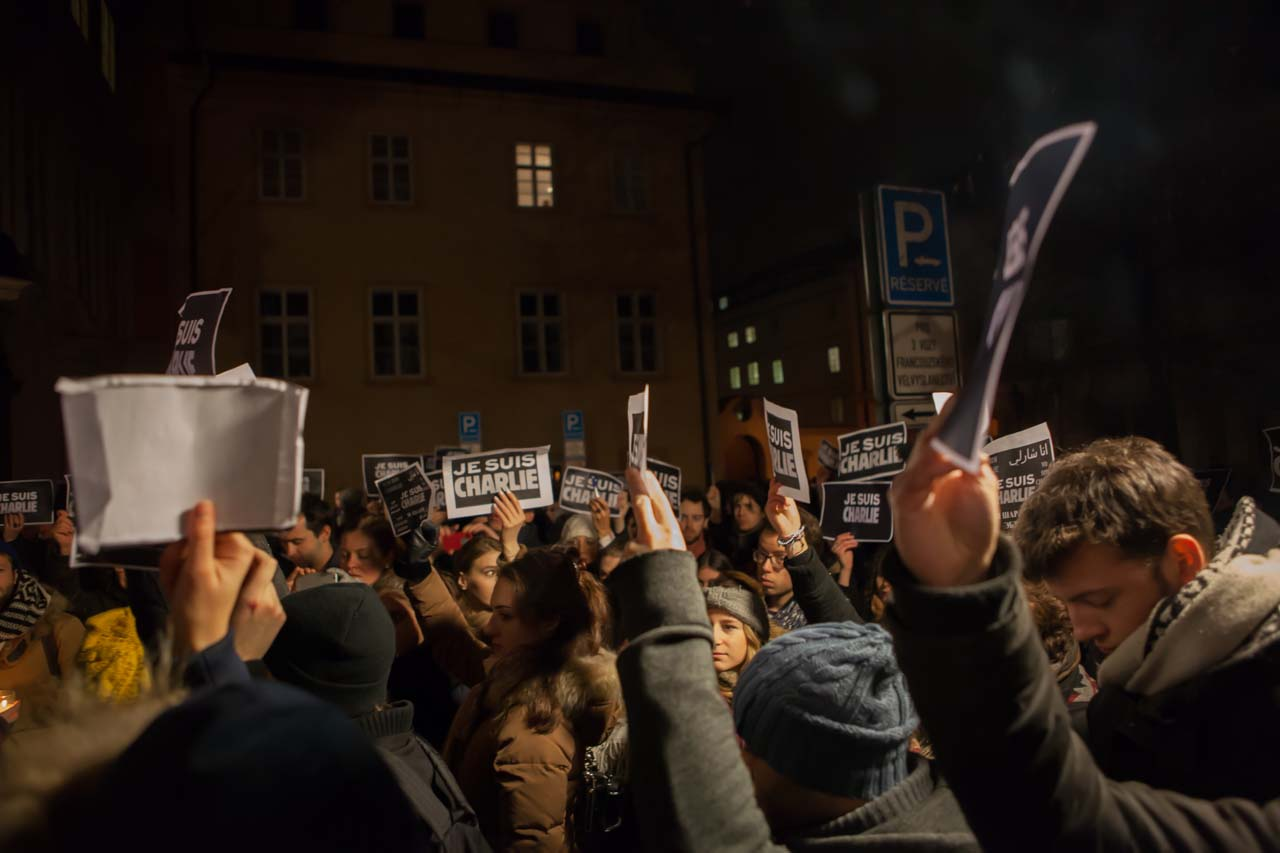
チェコのプラハでのデモの様子（2015年1月8日）

"Je suis Charlie" (ジュスィ・シャルリー、フランス語発音: [ʒə sɥi ʃaʁ.li]、訳：私はシャルリー)は、フランス・パリにある週刊風刺新聞「シャルリー・エブド」で12人が死亡した2015年1月7日のテロ事件後、表現の自由を支持する人たちによって掲げられたスローガンである。テロで亡くなった犠牲者への連帯を示すものから転じて、広義では表現の自由への支持や武力への反対を意味するものとなっている。ジャーナリストの一部はこのスローガンを自己表現の自由を求める叫びと捉えている。

## 経過
Twitterで発信されたのを期に、このスローガンはインターネットを通じて、世界中に広く拡散した。テロ攻撃後まもなく閉鎖されたシャルリー・エブド紙のウェブサイトでも、サイト復活後に、背景色を黒にした「Je suis Charlie」という文が掲載されている。この表現はあらゆるところで引用され、Twitter上ではハッシュタグ 「#jesuischarlie」や「#iamcharlie」が生成されて拡散、追悼集会やデモ行進では、この表現を元にした手作りのプラカードやシールを掲げる人や、携帯画面に「Je suis Charlie」を表示しキャンドル代わりにする人も現れた。またニュースサイトを中心とした世界中の多くのウェブサイトでもこの表現が用いられている。
テロ攻撃の2日後には、このスローガンはTwitter史上、最も使用されたハッシュタグの一つとなった。
1月12日、「Tout est pardonné（すべて赦される）」という見出しのもと、「Je suis Charlie」と書かれたカードを持って涙を流した預言者ムハンマドが描かれたシャルリー・エブド紙の表紙絵が公開された。テロ事件から1週間後の1月14日に発行されている。

## 含意
「Je suis Charlie」が広まったのは、フランス人のジャーナリストであるジョアシャン・ロンシャン（仏: Joachim Roncin）のTwitterへの投稿がきっかけである。彼は「Je suis Charlie」と書かれた画像を制作し、テロ攻撃があった約1時間後にTwitter上に投稿した。地元のスタイリスト誌では音楽・美術部門も担当しているロンシャンは、このイメージ画像を作った理由を「言葉だけでは伝わらないから」と述べている。さらに彼は「Je suis Charlie」のスローガンは彼の息子によく「Où est Charlie（シャルリーはどこ？：仏版『ウォーリーを探せ』）」を読み聞かせていたことが影響して、自然と頭に浮かんだフレーズであったことを明らかにした。また「Charlie」はもちろん襲われた新聞社の名前だが、チャーリー・チャップリンのファーストネームでもあり、新聞社の名前も彼の風刺精神にちなんで命名したものである。デモの参加者のなかには、同じプラカードを掲げたスカーフ姿のイスラム教徒の若い女性たちも多く見かけられたという。
今回の「Je suis Charlie」は、過去の多くのスローガンと同様に、犠牲者との即時的な連帯感を呼び起こす機能があると報じられている。たとえばアメリカのオンラインニュースサイト「スレート」のライターであるアマンダ・ヘス（Amanda Hess）は、「私は」や「我々は」という言葉を用いたスローガンを通して「我々は、犠牲者のアイデンティティーと同化し、共感や怒り、そして恐怖を表現している」と記した。
またフランスの多くのメディアが「今夜、我らは皆アメリカ人だ (仏: Ce soir, nous sommes tous Américains) 」というフレーズとの類似性を指摘している。これは2001年9月11日のアメリカ同時多発テロ発生時、当時テレビ局「France 2」のレポーターであったニコール・バシャラン（Nicole Bacharan）が夕方のニュースで述べた台詞である。この台詞は当時フランス国内で話題を呼び、翌日発行された仏紙ル・モンドの表紙の一面を飾るほどであった。同様に連帯感を生んだフレーズとして、冷戦時の「私はベルリン市民である（独: Ich bin ein Berliner）」という言葉が比較としてあげられている。これは1963年6月26日、ドイツの西ベルリンで開催されたベルリン封鎖15周年を祝うセレモニーで、アメリカのジョン・F・ケネディ大統領が述べた台詞である。
ほかにもメディアでは、スパルタクスの反乱を描いた小説を元にした1960年の米映画「スパルタカス」の劇中で、スパルタカスを守るために仲間たちが次々と発する「私がスパルタカスだ！」という有名な台詞を引き合いに出したり、2011年〜2012年の「ウォール街を占拠せよ」運動における「私たちは残りの99%だ（We are the 99%）」や2012年のフロリダ州黒人少年射殺事件での「私がトレイヴォン・マーティンだ（I am Trayvon Martin）」、2014年のニューヨーク州黒人青年窒息死事件での「息ができない（I can't breathe）」などの近年使われたスローガンやハッシュタグと比較したりしている。

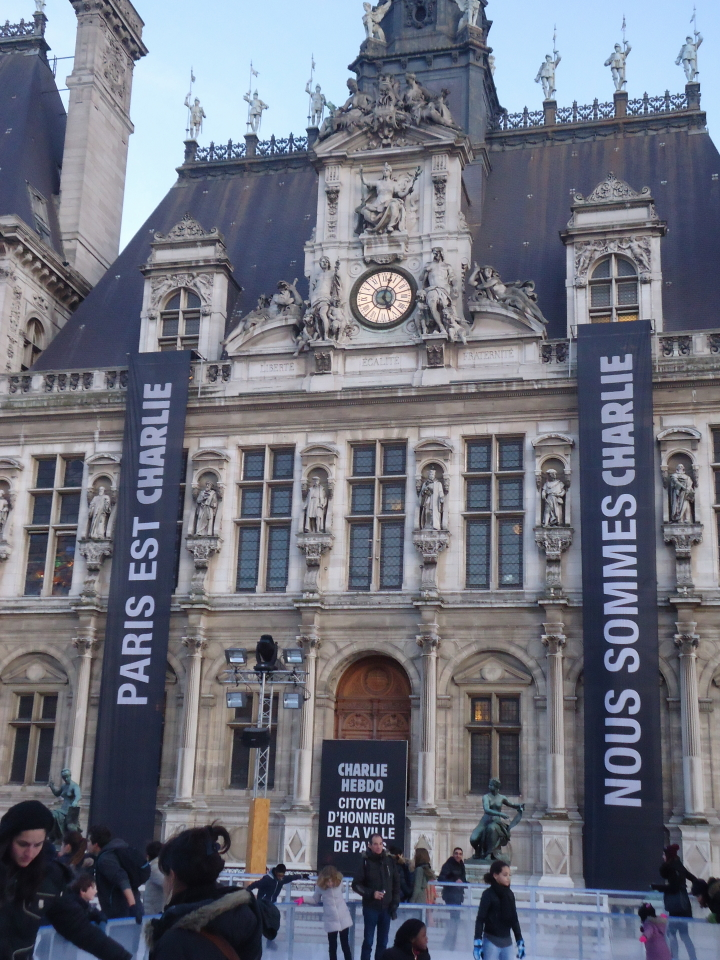
パリ市庁舎：「パリはシャルリー」、「私たちはシャルリー」、中央には「シャルリー・エブド、パリ市名誉市民」

## 報道者に対する暴力への反応

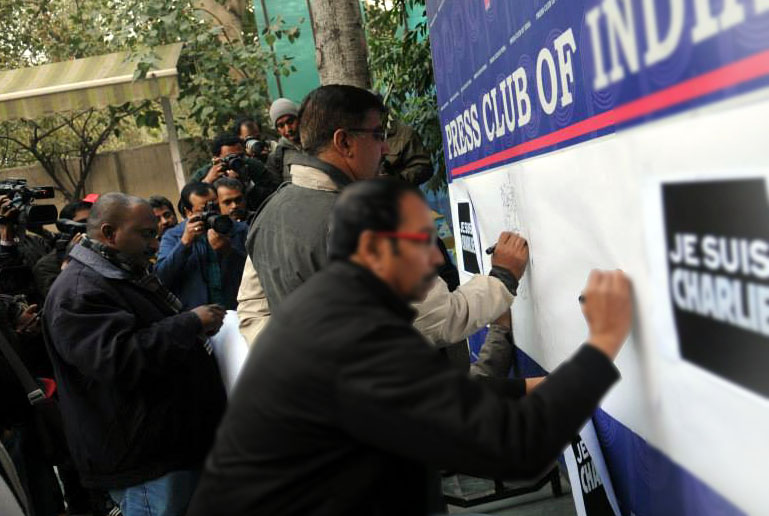
シェーカル・グレラ（Shekhar Gurera）らインドの漫画家たちは絵を描くことでテロの犠牲者に対する連帯感を表した（インド・ニューデリー、2015年1月9日）

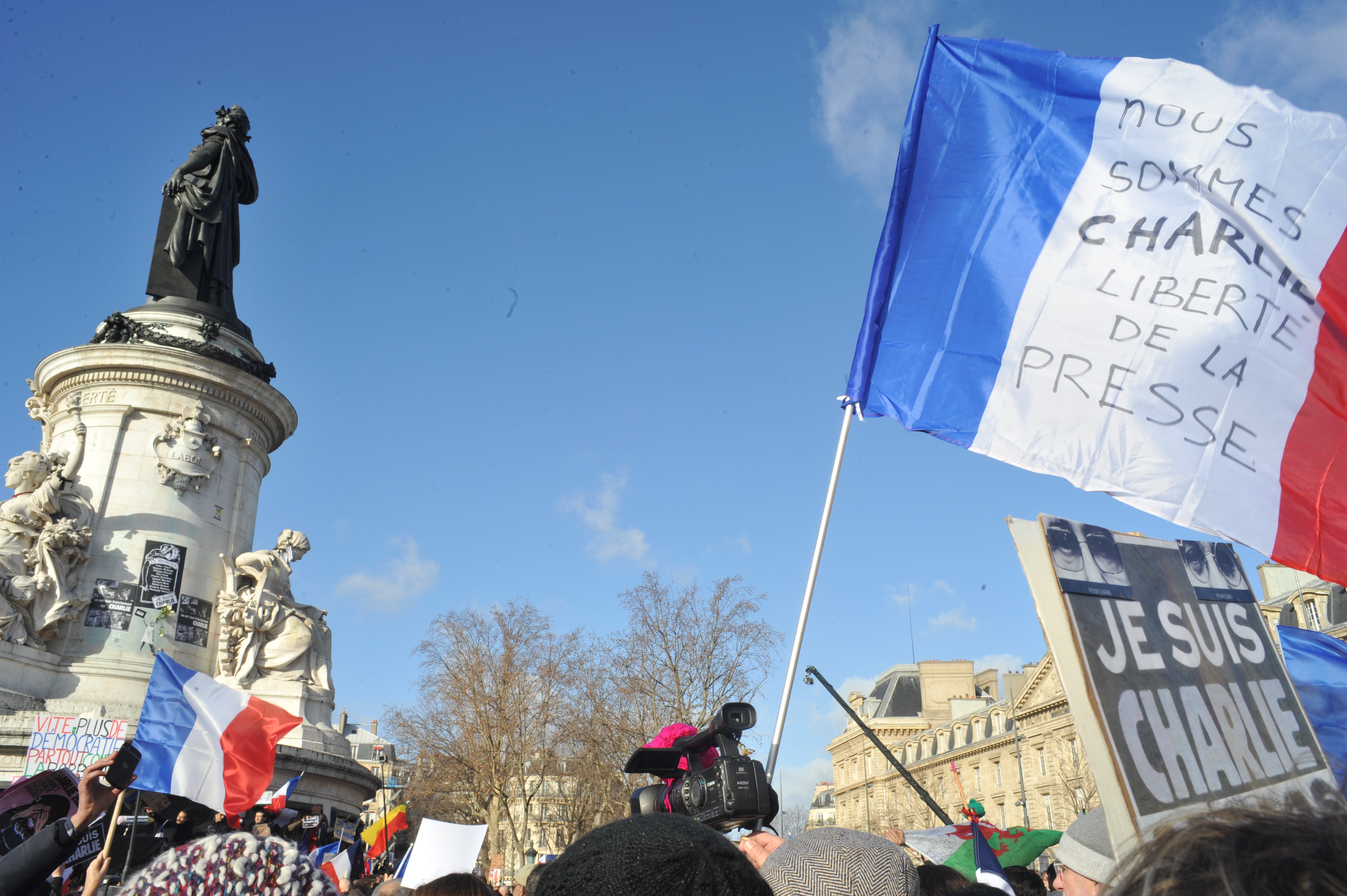
フランス国旗に描かれた "Liberté de la Presse" (報道の自由)（2015年1月11日）

ツイッターの関連ハッシュタグは犠牲者への同情を表現するだけにとどまらず、テロ攻撃から数時間のうちに、ジャーナリストたちの間で報道への検閲や脅威についての話題を出す際にも用いられた。「mic.com」のソフィ・クリーマン（Sophie Kleeman）は「#JeSuisCharlieは明白なメッセージを示している：憎しみや暴力による脅威のあるなしに関わらず、ジャーナリストもそうでない人も叫ぶことをやめてはならないということだ。2012年にシャルブが自身の事務所を爆破された事件の時の言葉を引用すると『私には妻や子どもはおろか飼い犬さえいない。私は逃げも隠れもしない』」と記している。

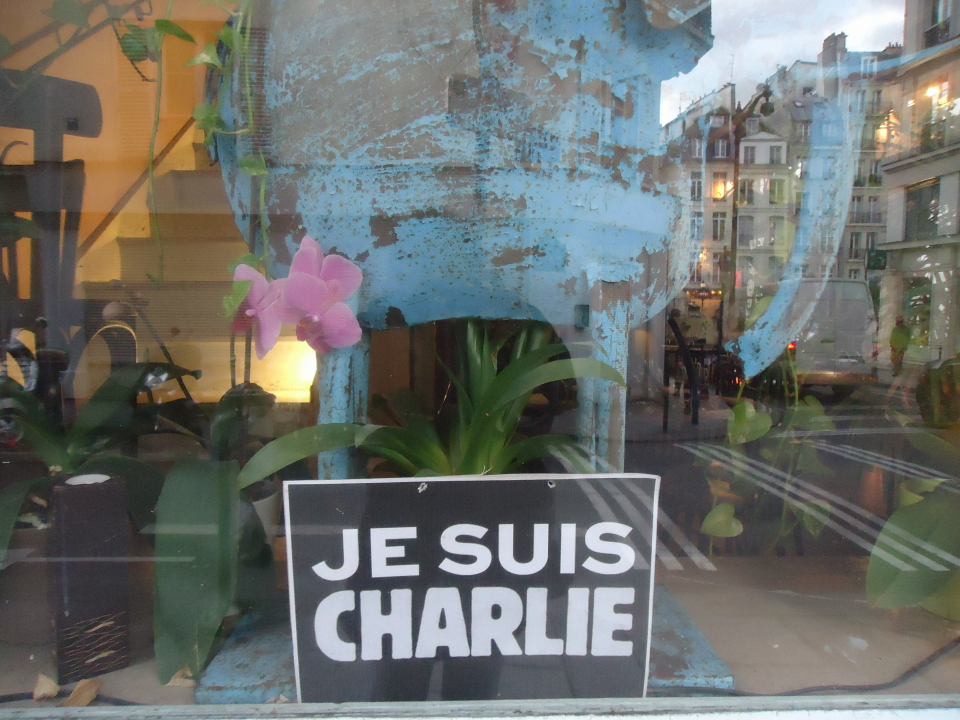
パリの多くの店舗が窓辺に Je suis Charlie のスローガンを掲げた。

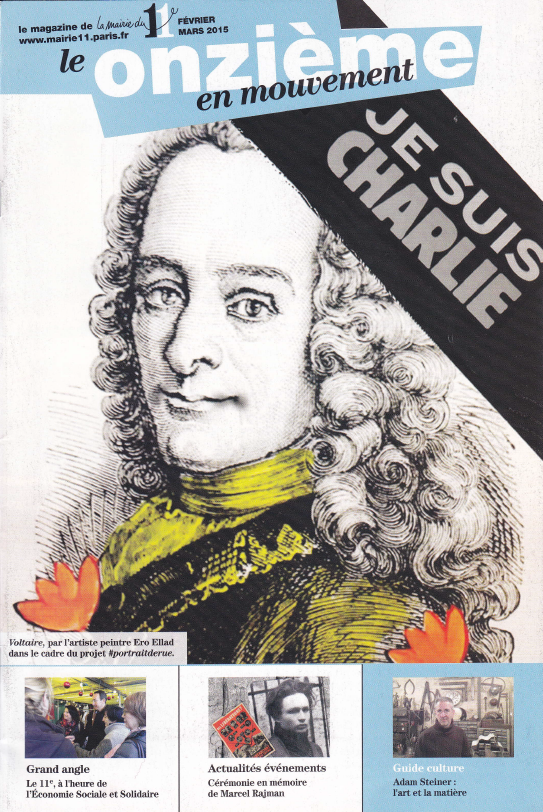
(襲撃事件のあった) パリ11区の情報誌：寛容の精神を説いたヴォルテール---「君の意見に賛成できないが、君が意見を述べる権利は死んでも守る」（このポスター [作者Ero Ellad] は11区の街角にたくさん貼られた）

報道に関する博物館「ニュージアム」のCOO兼「合衆国憲法修正第一条センター (First Amendment Center)」のシニア・バイス・プレジデントのジーン・ポリチンスキー (Gene Policinski) は、映画「ザ・インタビュー」の公開を巡る北朝鮮の攻撃や、ISILによるジャーナリストの処刑などの昨今の事件は、表現や報道の自由を脅かすものであり、今回のテロ事件もその一つであると捉える見方を示している。同時にポリチンスキーは、そういったテロ攻撃で言論統制の圧力をかける行為は、むしろ表現や報道の自由に対する人々の関心や支援を促しているとし、「皮肉なことに、ジャーナリストや著者など多くの人々の報道の自由に圧力をかけるほど、その圧力に対抗できるのは、合衆国憲法修正第一条が保証する『表現の自由』や誤った思想は淘汰される『思想の自由市場』など、報道の自由に基づく考えであるということを広める結果となっている」、「アメリカでは220年以上もの間、合衆国憲法修正第一条に記された45の単語を元にして、国の自由の根幹を占める信条・言論・報道・集会・請願の権利を定めてきた。この権利を宣言する新たな世界共通語がこの度生まれた：それが#JeSuisCharlieである」と述べている。
ジャーナリストのピーター・ベラ (Peter Bella) によると、2014年には100人以上の報道関係者が「仕事中に」殺されており、彼らの多くが「ジャーナリストだから」という理由で処刑されている。ベラは「『私はシャルリーだ』というTwitterのハッシュタグは『シャルリー・エブド』を支持するためだけでなく、その犠牲者や報道・言論・表現の自由を支持する意味も含まれている。すなわち『私はシャルリー』は『あなたもシャルリー』であり、『我々皆がシャルリー』である」と述べている。

## 影響

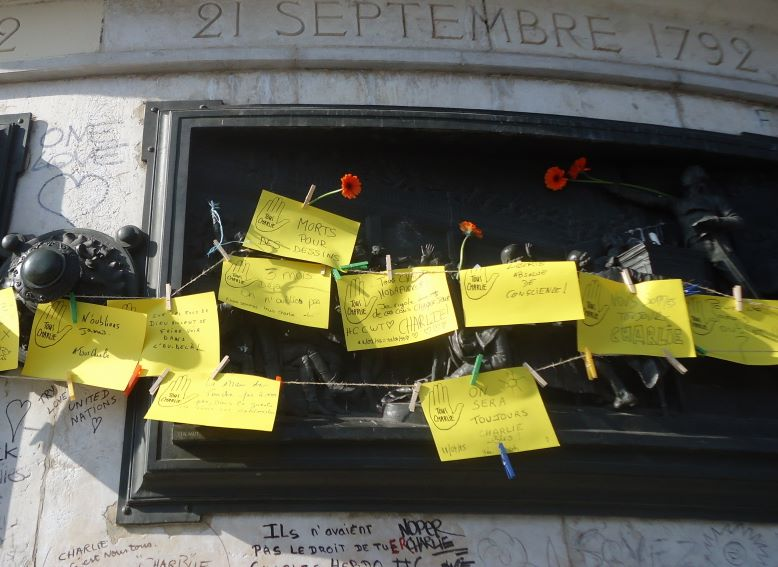
レピュブリック広場のマリアンヌ像の台座：事件から3か月経ってもまだ毎日次々と "Tous Charlie (みんなシャルリー)" のメッセージが貼られた。

一方、主にイスラム教徒は、ハッシュタグ ”JeSuisAhmed” を通じて、シャルリー・エブド襲撃事件で犯人の逃亡を阻止しようとして殺害されたイスラム教徒の警察官アフメド・ムラベ (Ahmed Merabet) を支持した。
シャルリー・エブド襲撃事件の翌1月9日に4人の人質が殺害されたユダヤ食品店「イペル・カシェル」（「ユダヤ食品店人質事件」参照）には、“je suis la République (私は共和国)”、"Je suis juif (私はユダヤ人)"、"Je suis hyper casher (私はイペル・カシェル)" などのスローガンが掲げられた。
反ユダヤ・反イスラム・反移民のフランス極右政党「国民戦線」は度々シャルリー・エブドの標的にされていたことから、初代党首ジャン＝マリー・ル・ペンはトゥール・ポワティエ間の戦いで西欧へのイスラム教徒（ウマイヤ朝）の侵入を食い止めたことで知られるフランク王国（メロヴィング朝）の宮宰カール・マルテル（フランス語ではシャルル・マルテル）への言及を含めて "Je suis Charlie Martel" と皮肉った。
フランス・ユダヤ人団体代表評議会（CRIF）の会長ロジェ・キュキエルマン（Roger Cukierman）はソーシャルメディアでハッシュタグ "IamKouachi" を使っていたシャルリー・エブド襲撃事件の犯人クアシ兄弟の支持者に対して「殺害を支持している」と非難した。

## 使用例

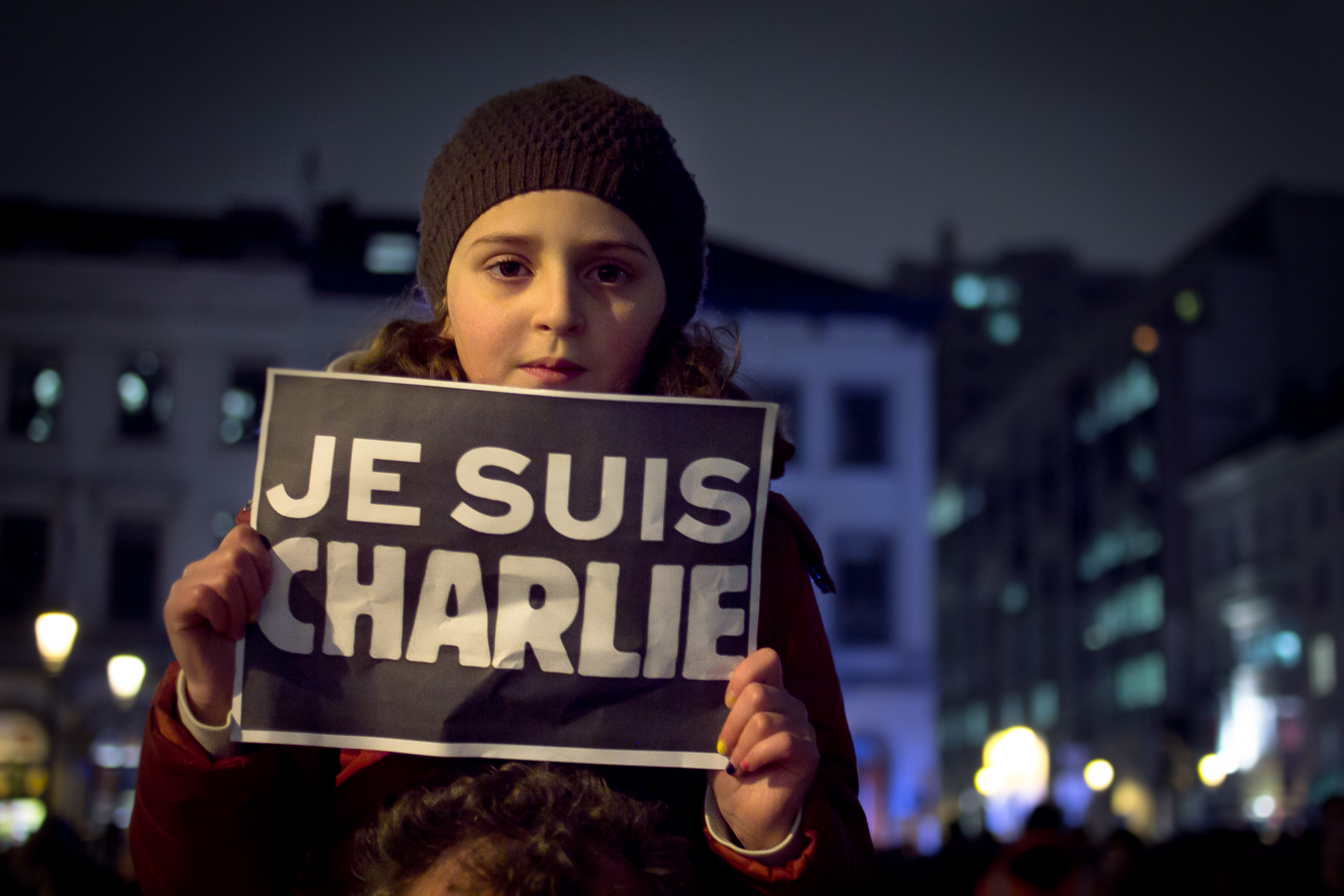
ベルギー・ブリュッセルの追悼集会にて（2015年1月7日）

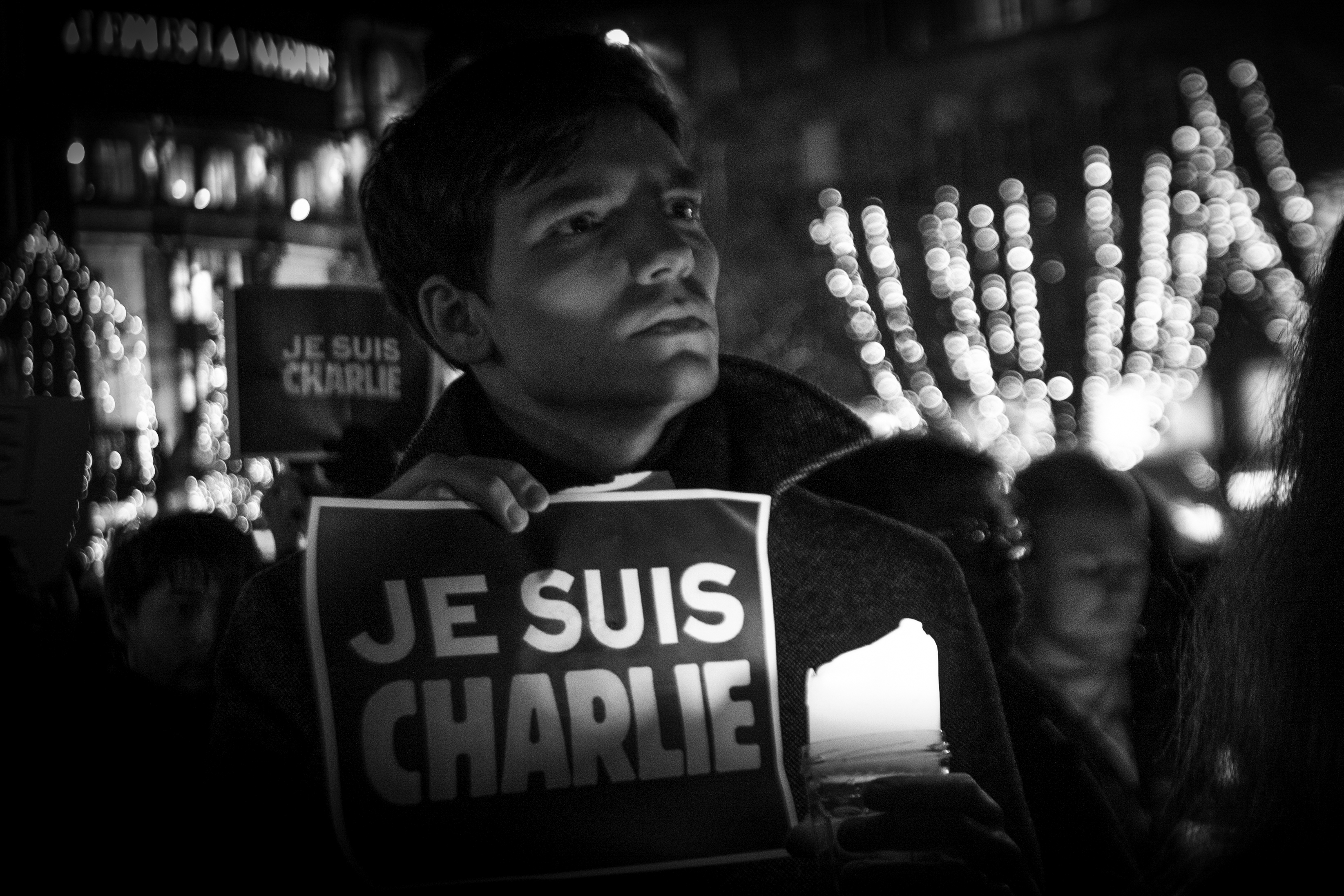
フランス・ストラスブール（2015年1月7日）

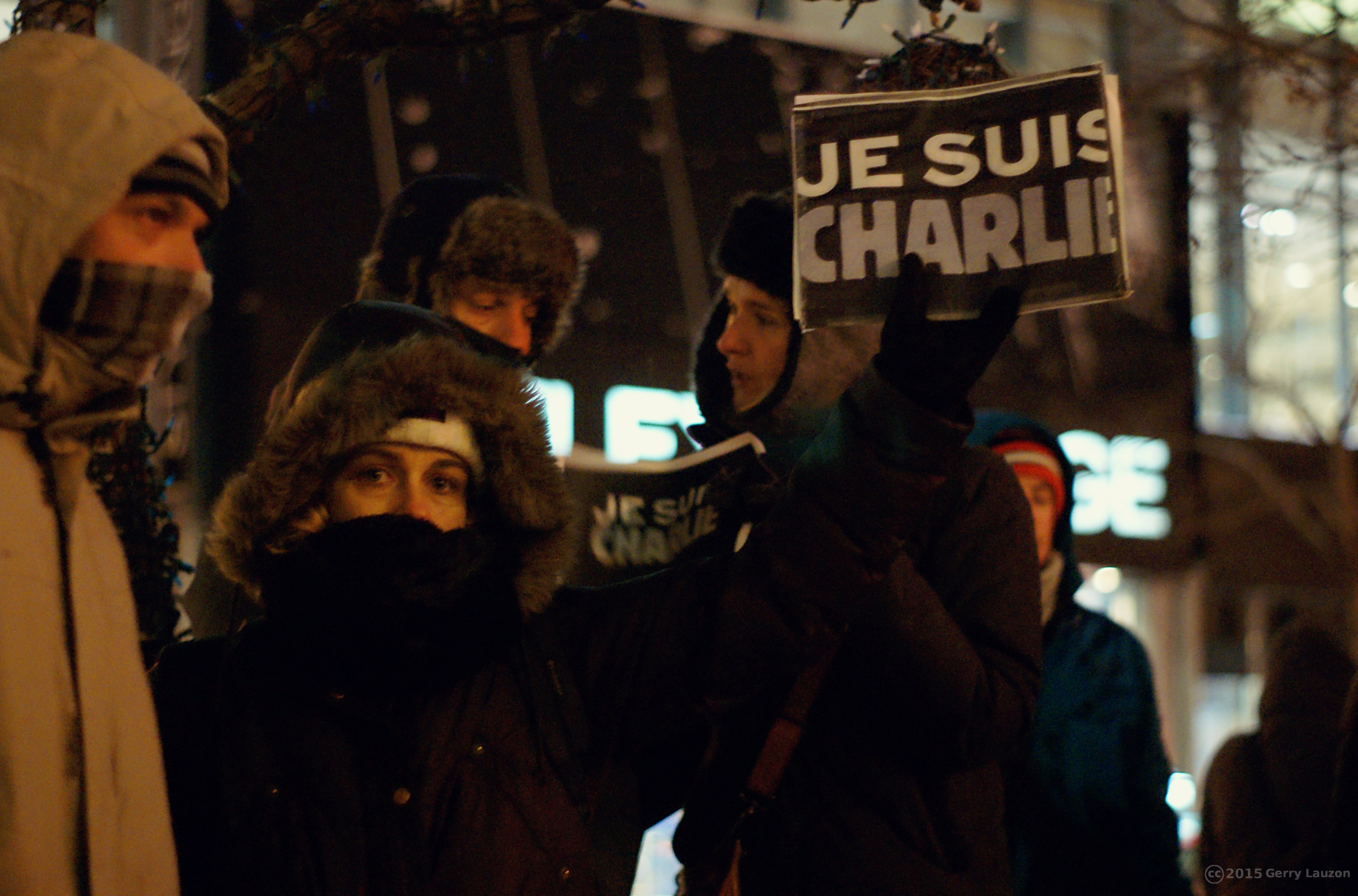
カナダ・モントリオール（2015年1月7日）

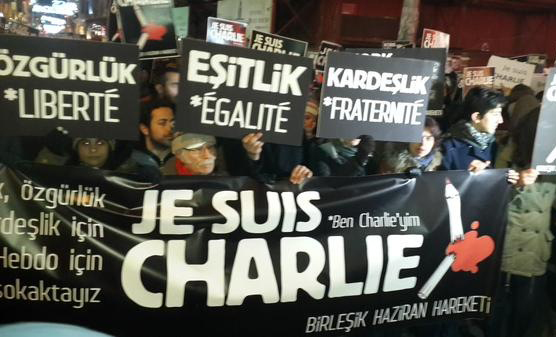
トルコ・イスタンブールの追悼集会にて（2015年1月8日）

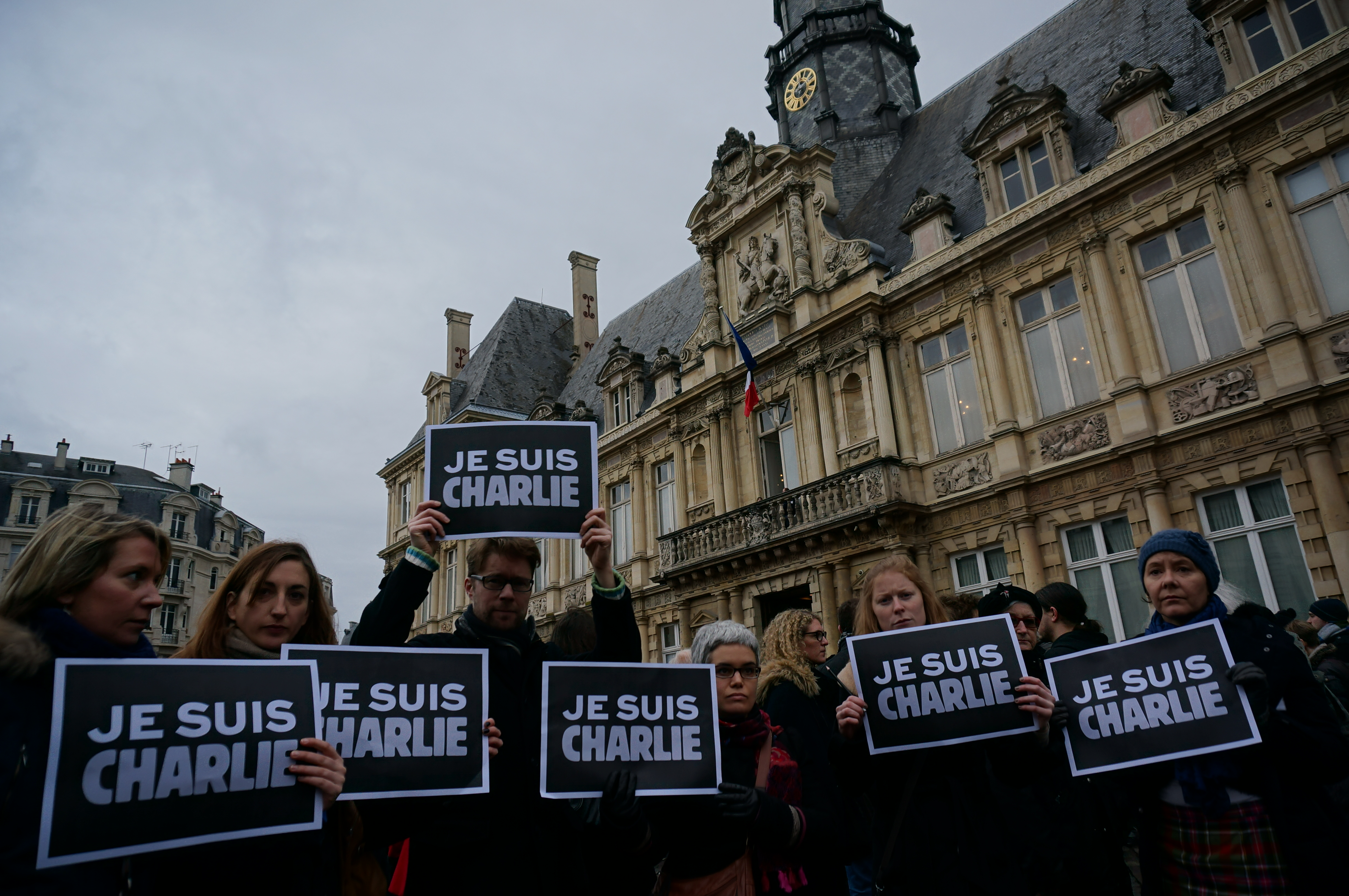
フランス・ランスでの追悼集会（2015年1月8日）

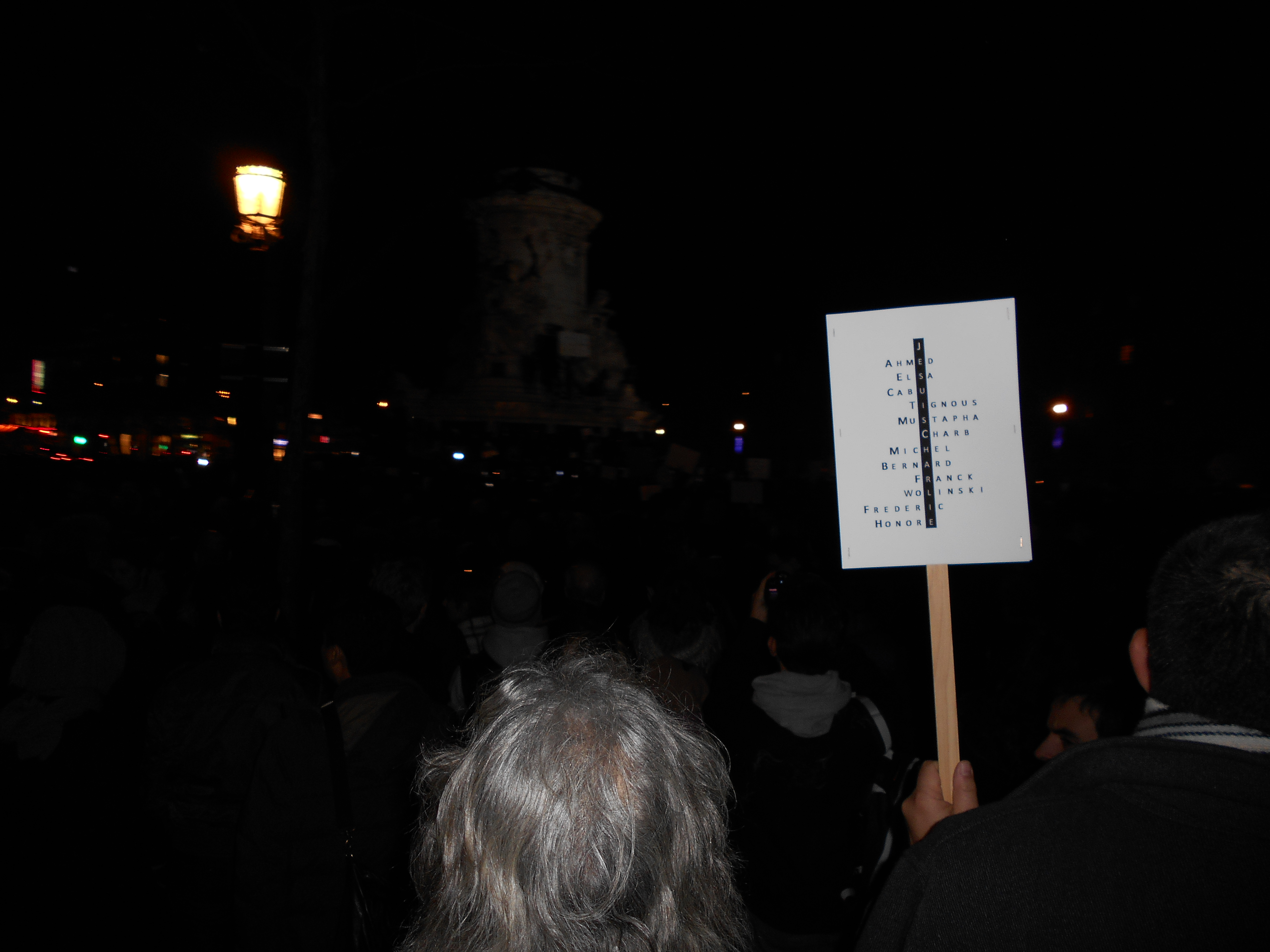
Je suis Charlieとシャルリー・エブド紙本社でのテロ事件の犠牲者12人の名前を用いて作られた折句のボード

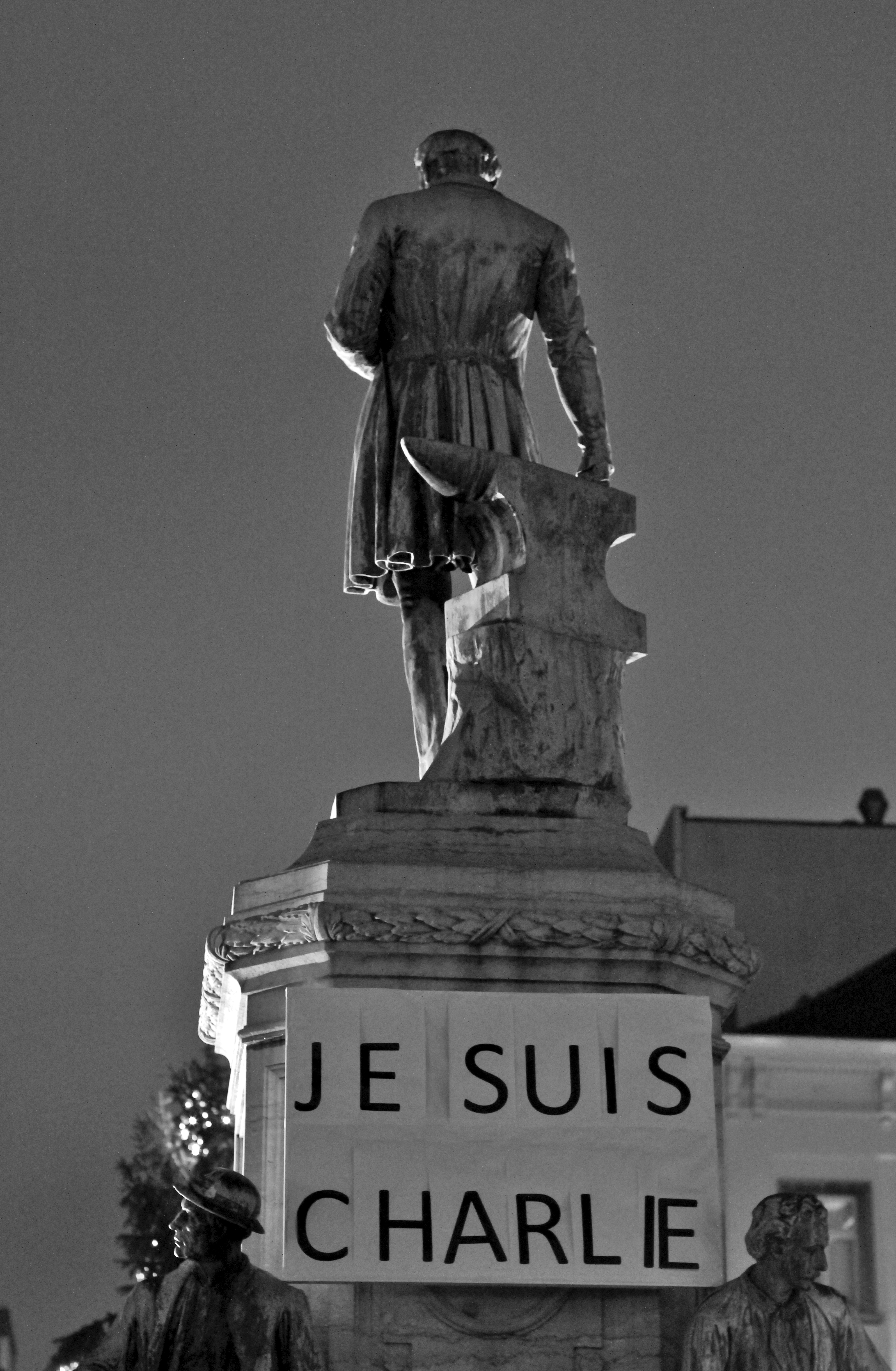
ブリュッセルでの追悼キャンドル（2015年1月7日）

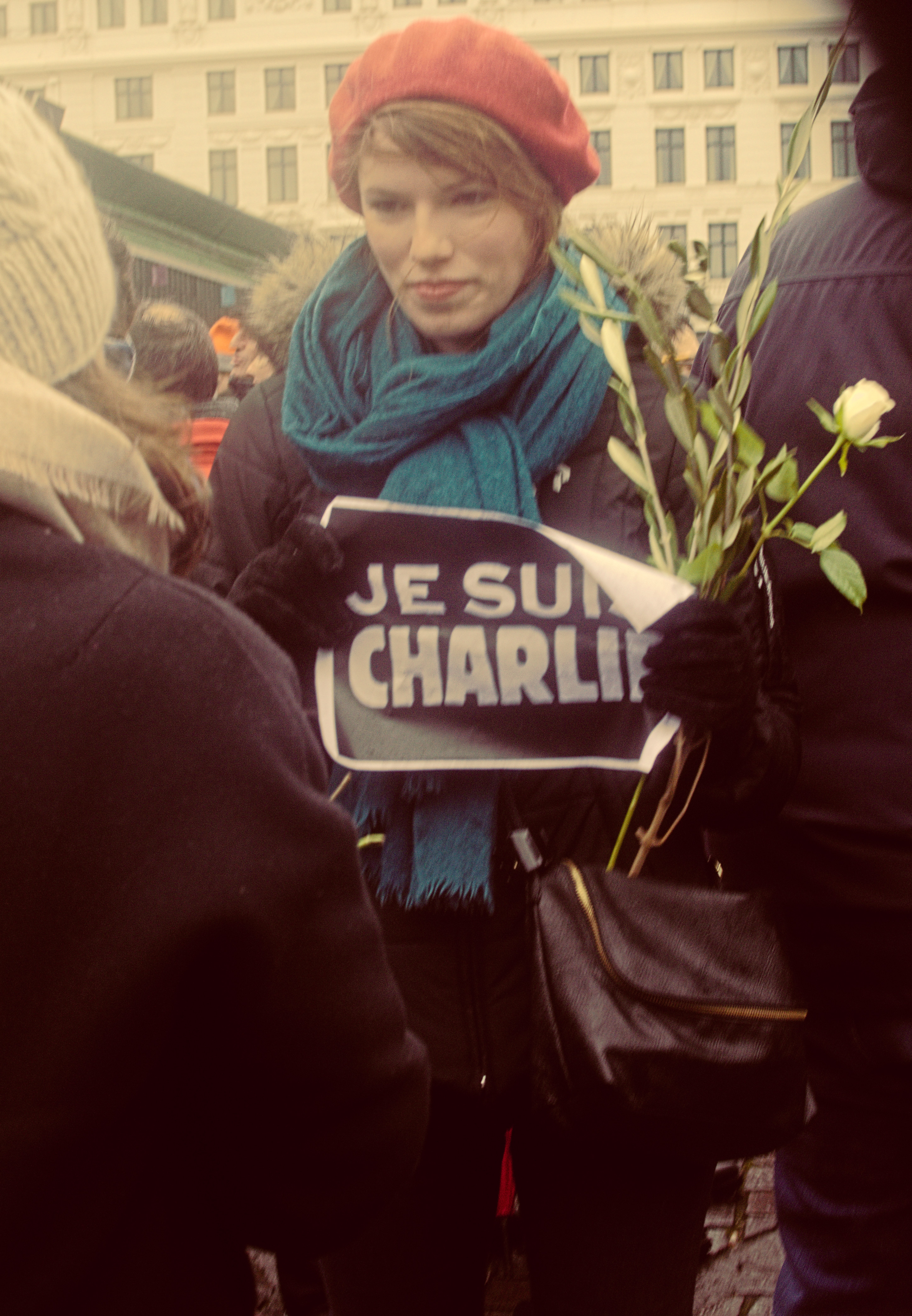
デンマーク・コペンハーゲンのコンゲンス・ニュートー広場の追悼集会にて（2015年1月9日）

### 風刺画家
多くの風刺漫画家が当スローガンを用いた風刺画（カートゥーン）作品を公表し、または多くが故人の写真と組み合わせてスローガンを用いた。
- シャルリー・エブドはチャーリー・ブラウンに因んだ名前であったため、コピーライター・ブロガーのマグナス・ショウ（Magnus Shaw）はスローガンと泣いているチャーリー·ブラウンの画像をTwitter上に投稿した[18]（右のフランス・トゥールーズの写真参照）。
- オーストラリアの『キャンベラタイムズ（The Canberra Times）』誌の政治風刺漫画家 David Pope は、銃口から煙の上がる銃を持つ人物が、「 He drew first. 」と言っている画を公表した[18]。これは「彼が最初に描いた」とも「彼が最初に銃を抜いた」とも訳せるダブル・ミーニング。
- 風刺漫画家ジェームズ·マクラウド（James MacLeod）は、銃の力と言論の自由の力とを比較した画を公表した[18]。
- Soshy（英語版）は、フランス国旗の前に流血した Je suis Charlie の画を公表した[18]。
- フランスの人気コミックシリーズ、アステリックス（Astérix）の作者で、現役引退後87歳になるアルベール・ユデルゾも、当事件直後に新作を描き下ろし公表した。主人公アステリックスが悪役を殴り飛ばしながら、「 Moi aussi, je suis un Charlie! （私もシャルリーだ！）」と言っている[19]。

### デモンストレーション
- デモや追悼集会が行われたフランス国内の都市:
  - ラ・ロシェル
  - ナント
  - リール
  - リヨン
  - マルセイユ[20]
  - パリ[20]
  - ニース[21]
  - ストラスブール
  - トゥールーズ[22]

- 追悼集会が行われたフランス国外の都市:
  - アムステルダム, オランダ[23]
  - アテネ, ギリシア[24]
  - ベルリン, ドイツ[23]
  - ブリュッセル, ベルギー[23]
  - ブダペスト, ハンガリー[25]
  - ブエノスアイレス, アルゼンチン[23]
  - カルガリー, カナダ[26]
  - クルージュ, ルーマニア[23]
  - ダブリン, アイルランド[23]
  - 香港[23]
  - イスタンブール, トルコ[27]
  - ハリコフ, ウクライナ[28]
  - キエフ, ウクライナ[29]
  - リマ, ペルー[23]
  - ロンドン, 英国[30]
  - リーズ, 英国[31]
  - ロサンゼルス, 米国[23]
  - リュブリャナ, スロヴェニア[32]
  - メルボルン, オーストラリア[33]
  - モントリオール, カナダ[23]
  - モスクワ, ロシア[34]
  - ニューヨーク, 米国[35]
  - ノヴィ・サド, セルビア[36]
  - プラハ, チェコ[37]
  - レイキャヴィク, アイスランド[38]
  - Saint Julian's, マルタ[39]
  - サンディエゴ, 米国[40]
  - サンフランシスコ, 米国[23]
  - サンパウロ, ブラジル[41]
  - シアトル, 米国[42]
  - ストックホルム, スウェーデン[43]
  - シドニー, オーストラリア[44]
  - 台北, 台湾[45]
  - テッサロニキ, ギリシア[46]
  - トロント, カナダ[47]
  - 東京, 日本[23]
  - バンクーバー, カナダ[48]
  - ヴィリニュス, リトアニア[49]

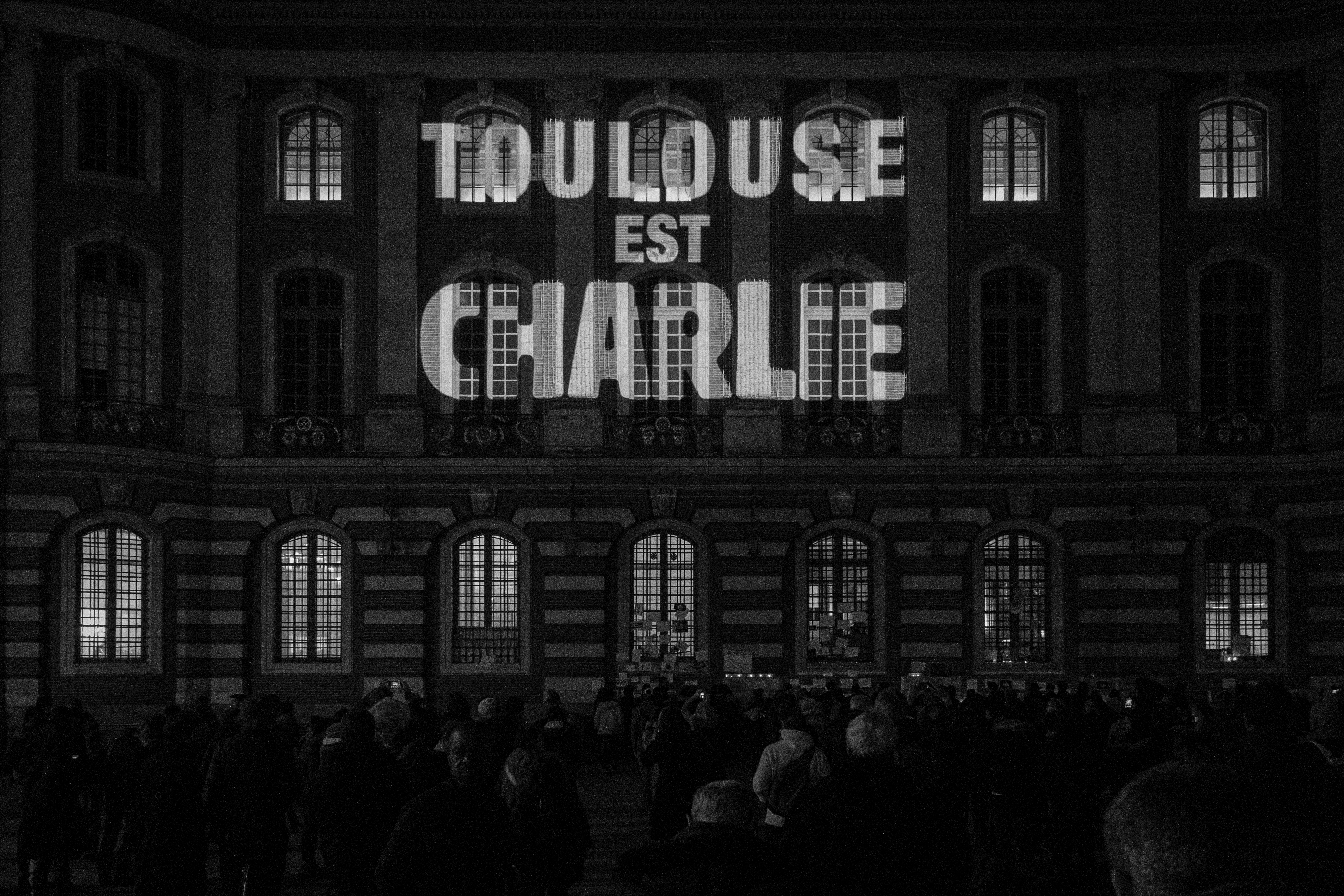
フランス・トゥールーズ：1月8日～10日までのシャルリー・エブドの追悼デモの参加者15万人

  - ワシントンD.C., 米国 - 駐アメリカ・フランス大使館、Newseum[23]
  - ザグレブ, クロアチア - Ban Jelačić Square to French Embassy

## その他の表現
日本人でデモに参加した牧村朝子のレポートによると、「JSC」（Je suis Charlieの頭文字）と略したり、「Je suis musulmane（私はムスリム）」と表記したプラカードを掲げた参加者もいたとのこと。

## 批判

### Je ne suis pas Charlie
対抗するハッシュタグのJeNeSuisPasCharlie（私はシャルリーではありません）は、人種差別を目的とする雑誌に対して使用され、シャルリー・エブドの無条件支持への反発する形として生まれた。仏のル・モンドはフランスの高校のラウンジにJe ne suis pas Charlieをメッセージとして含む偽の爆弾が設置されたと報道した。
風刺漫画で人を笑い者にするというシャルリー・エブドの一刀両断的な編集方針は、以前より「悪趣味」「やりすぎ」「幼稚」などの批判があった。このことから、同紙を単純に殉教者扱いする今回の集団心理に対し、表現の自由を尊重しテロ行為に反対しながらも、「Je ne suis pas  Charlie　（私はシャルリーではない）」や「Je suis Charlie?　（私はシャルリー？）」と異論を唱えるジャーナリストたちもおり、このスローガン連呼運動による同調圧力を懸念する論調が起きている。
日本ではイスラム研究者でムスリムの中田考が、「テロが起きたといって国民全体が1つにまとまって旗を振る。自由でも何でもない全体主義者」と批判している。